# Georg Achtermann

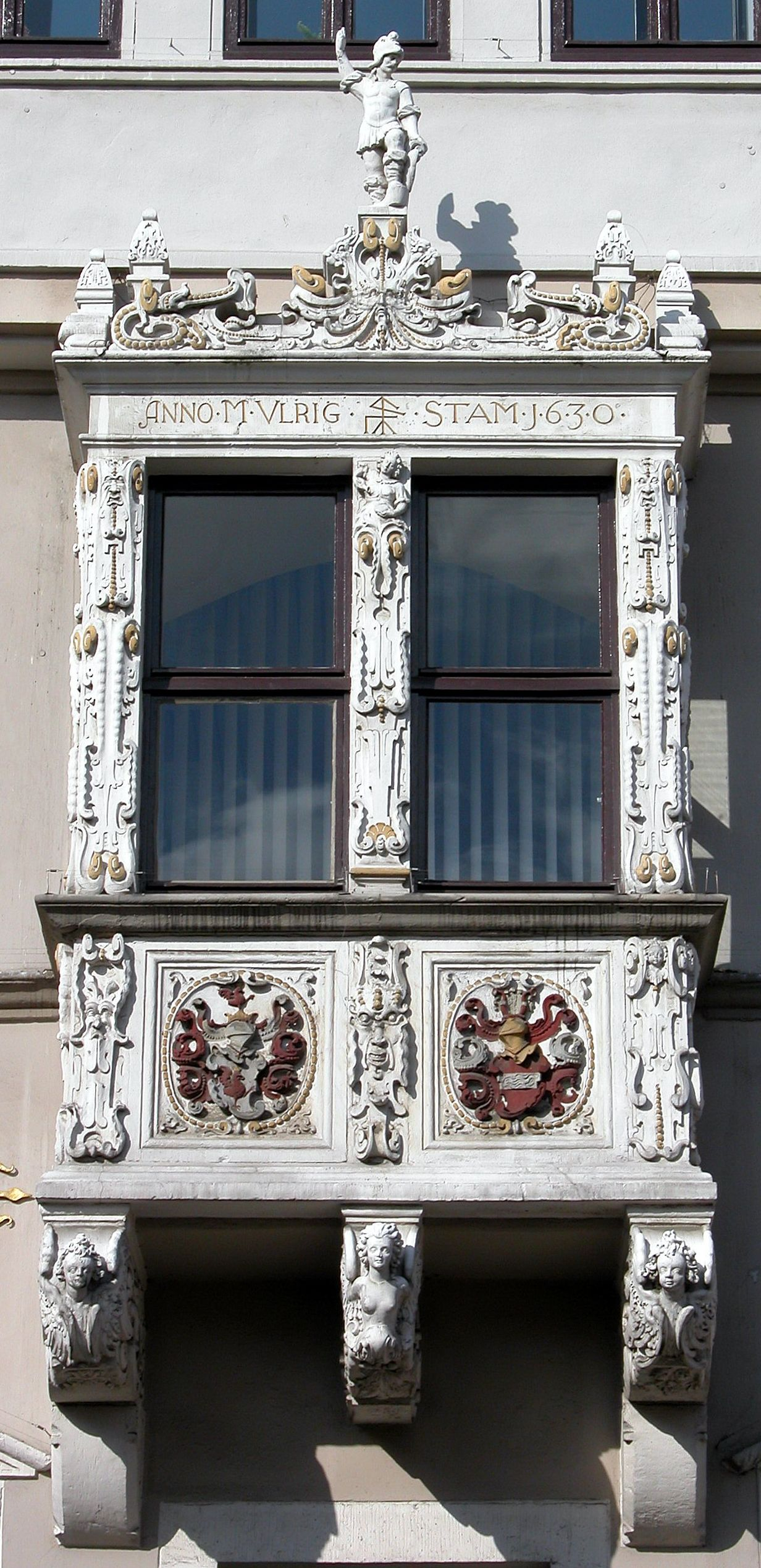
Erker des Achtermannschen Hauses mit den Wappen der Familien Achtermann und Strombeck (Foto von 2006).

Georg Achtermann, zeitgenössisch meist Georg Achterman (* 6. September 1584 in Braunschweig; † 16. Januar 1656 ebenda), war ein deutscher Bürgermeister und Kaufmann.

## Leben
Achtermann entstammte einer Familie von Patriziern und Ratsherren, die 1554 aus dem 45 km südlich gelegenen Goslar nach Braunschweig gekommen war. Seine Eltern waren Georg Achtermann (* um 1536 in Goslar; † 1612) und dessen erste Ehefrau Ilse, geb. Schrader (29. September 1545 bis 30. Dezember 1604). Wie sein Vater war er Kaufmann und übernahm die von diesem gegründete Wollhandlung, die er bis zu deren Bankrott 1655 weiter führte. 1626 wurde er Bürgermeister des Weichbildes Neustadt in Braunschweig und blieb dies bis zu seinem Tod. Damit folgte er seinem Vater, der ebenfalls Bürgermeister dieses Weichbildes gewesen war.
Am 29. Januar 1611 heiratete Georg Achtermann in erster Ehe Lucia von Strombeck (15. März 1589 bis 16. August 1641). Aus dieser Ehe stammten neun Kinder, von denen drei im Kindesalter starben, davon zwei 1626 an der Pest in der Stadt. Nach deren Tod heiratete er am 29. Oktober 1643 ein zweites Mal. Seine zweite Ehefrau war Dorothea Rieke († 3. Mai 1687).
Zwischen 1626 und 1630 – mitten im Dreißigjährigen Krieg – ließ Georg Achtermann das nach ihm bzw. seiner Familie benannte repräsentative Achtermannsche Haus in der Reichsstraße 3 in der Neustadt errichten. Baumeister war Ulrich Stamm. Das Gebäude ist trotz schwerer Beschädigungen durch alliierte Bombenangriffe während des Zweiten Weltkrieges, insbesondere den vom 15. Oktober 1944, der die Neustadt fast vollständig zerstörte, erhalten.
Achtermann wurde am 20. Januar 1656 auf dem Friedhof der Andreaskirche in Braunschweig beigesetzt. Aus Anlass seiner Bestattung erschien eine von Christoph Friedrich Zillinger gedruckte Leichenpredigt.